# Trifurcula headleyella
Trifurcula headleyella là một loài bướm đêm thuộc họ Nepticulidae. Nó được tìm thấy ở all Europe, with the possible exception of Ireland và the Mediterranean Islands
Sải cánh dài 4.2-5.8 mm.
Ấu trùng ăn Prunella grandiflora, Prunella laciniata và Prunella vulgaris. The mine the leaves of their host plant. 